# Culto equino

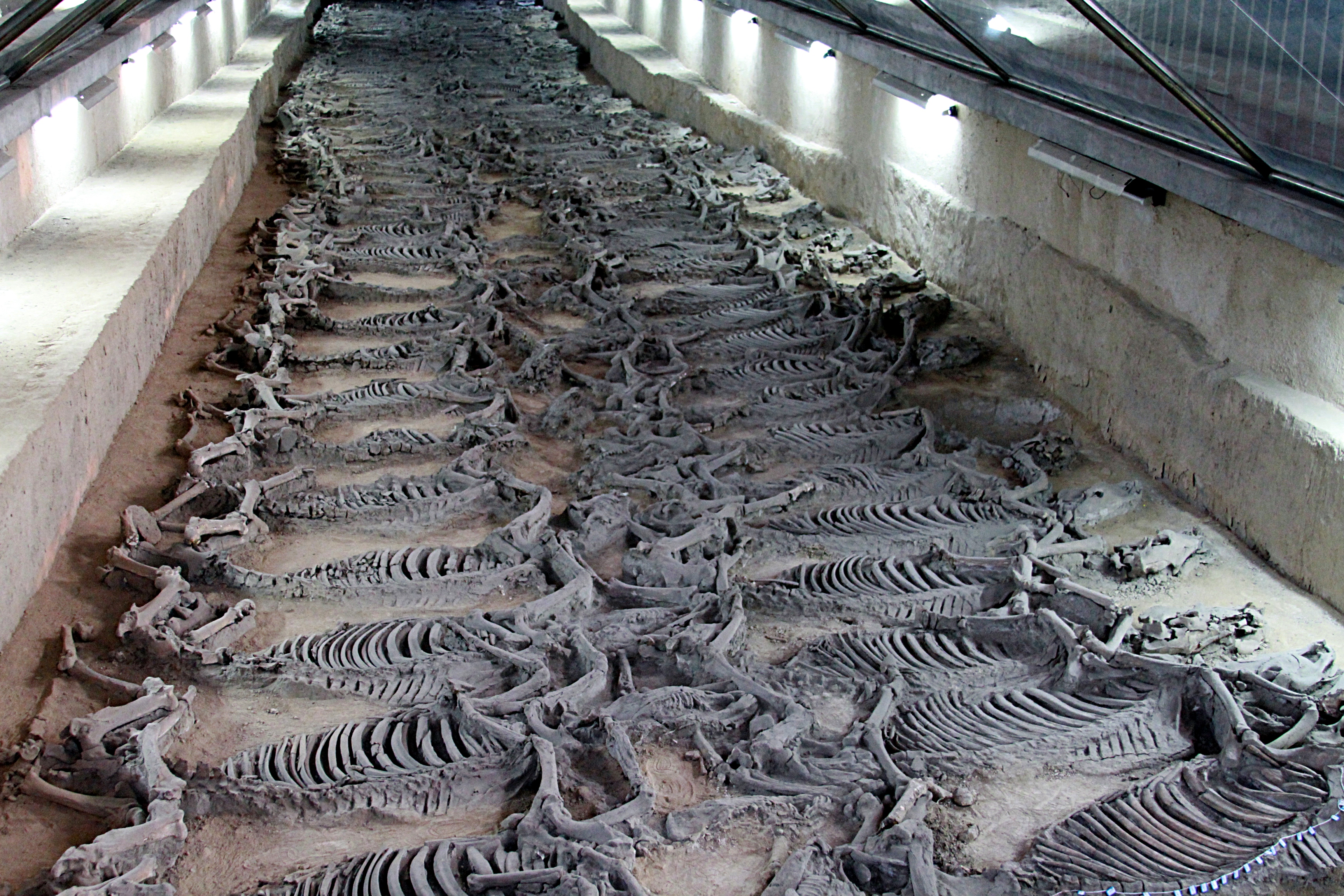
Esqueletos de 145 cavalos na tumba de Qí Jǐng Gōng (duque Jing de Qi), China, século V a.C.

Culto equino é uma forma de culto religioso que considera o cavalo ou algo relacionado com ele (a equitação, os ginetes) como divindade ou entidade cultuada. Muito difundido por toda Eurasia, se desenvolveu particularmente a partir da Idade dos Metais, juntamente com a difusão da domestição do cavalo.
Os enterros e sacrifícios equinos foram comuns entre as culturas nômades euro-asiáticas, inicialmente dentre as indo-europeias, e posteriormente (a partir da Alta Idade Média) junto às túrquicas Também há depoimentos de práticas divinatórias e oráculos vinculados a cavalos, tanto em Europa (região de Arkona) como no Extremo Oriente (tumbas da dinastia Ming).

Como outros cultos a animais (zoolatria, totemismo e animismo, por exemplo) ou o culto solar, foi considerado uma manifestação de paganismo e violentamente reprimido pelas religiões abraãmicas.

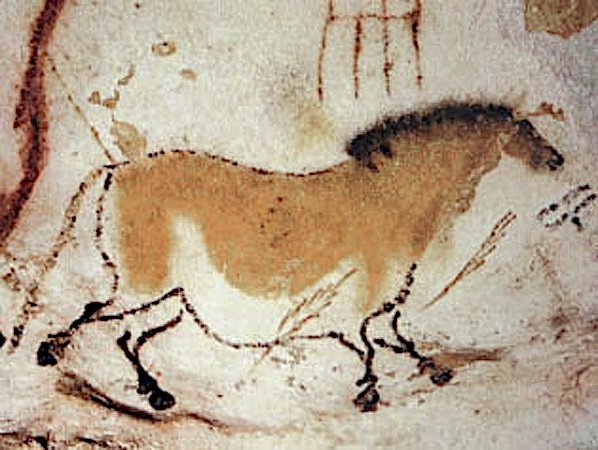
Cavalo de Lascaux

## Pré-historia, Proto-história e Idade Antiga

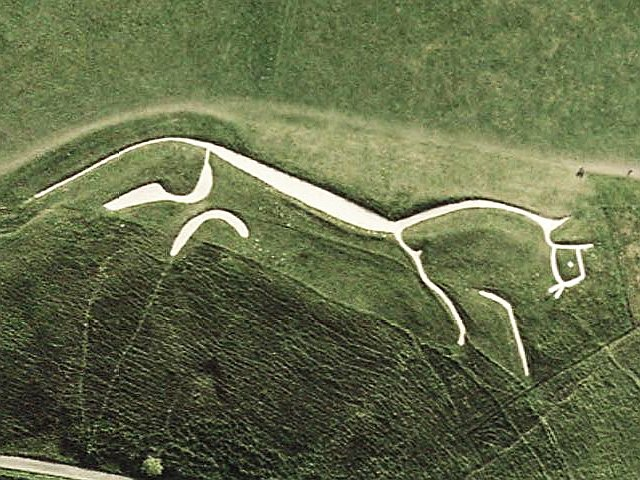
Cavalo Branco de Uffington

A representação de cavalos na arte do paleolítico é muito frequente. Sua interpretação como parte de algum tipo de culto é altamente conjectural.
O Cavalo Branco de Uffington, datado de 1400 a 600 a.C., pode ser interpretado como uma mostra de culto equino na Idade do Bronze.
O arqueólogo francês Patrice Méniel demonstrou, após examinar restos equinos de diferentes locais, a ausência de "hipofagia" nos enterros equinos rituais da Gália na Idade do Ferro, ainda se tenha demonstrado o consumo de carne de cavalo em assentamentos da mesma região, cronologicamente anteriores.

O deus grego Poseidon, como outros deuses aquáticos, era associado ou inclusive identificado com a forma do cavalo. Na arte grega, era frequentemente representado conduzindo uma carroça puxada por hipocampos ou por cavalos. O cavalo era a oferenda sacrificial dos marinheiros a Poseidon, para que lhes garantisse uma viagem segura. Os fenícios, partilhando da mesma crença, construíam seus barcos com a proa em forma de cabeça de cavalo, e denominavam-nos "cavalinhos".

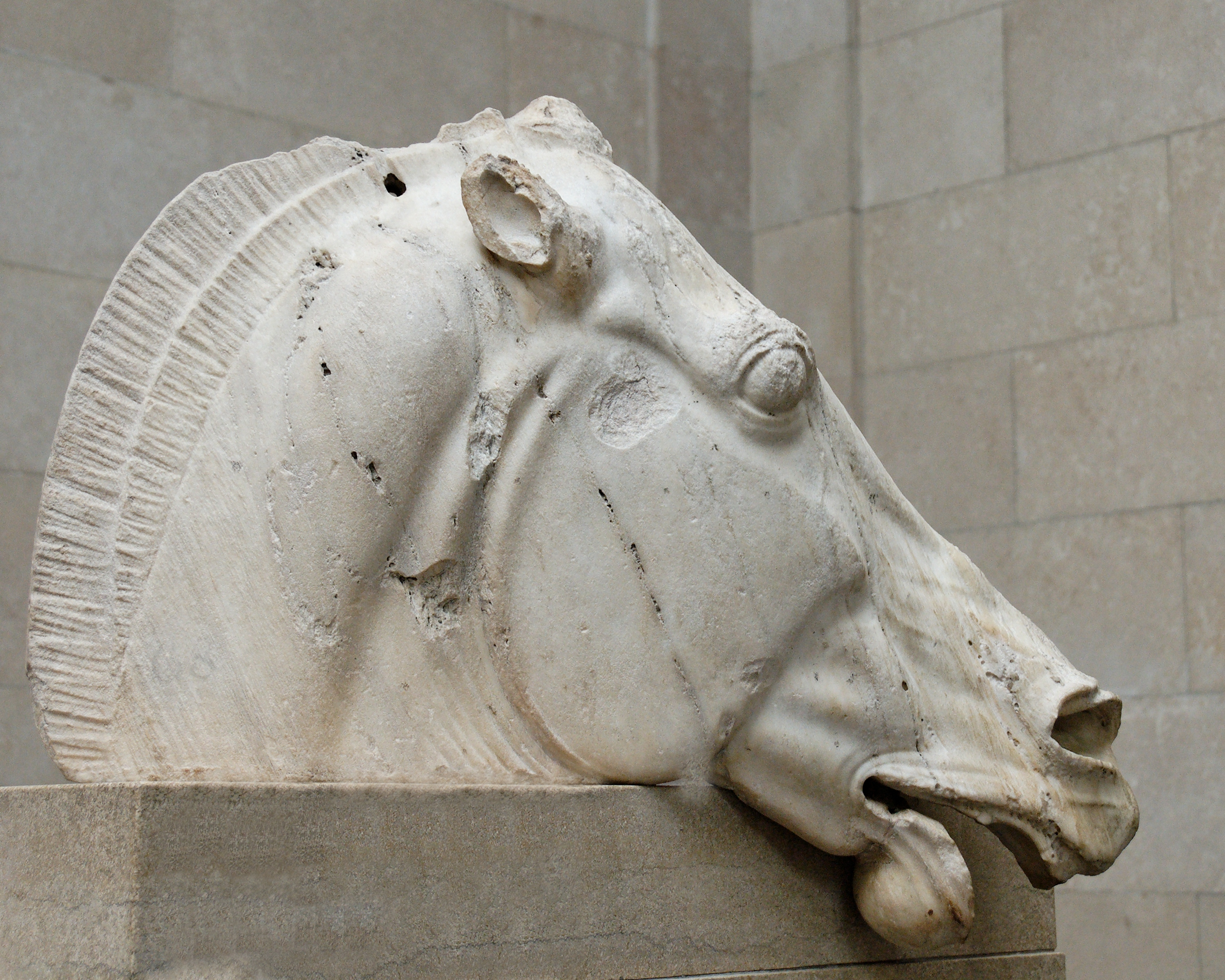
Cabeça de um dos cavalos da carroça de Apolo, em frente ao Partenon

Na mitologia nórdica há metamorfoses semelhantes às de Poseidon vinculadas a Loki, que se transformou em égua e deu à luz Sleipnir, "o maior de todos os cavalos". Tácito menciona em Germânia o uso de cavalos brancos entre os povos germanos para a adivinhação. Segundo ele, esses cavalos ficavam livres de qualquer trabalho, sendo deixados crescerem livres em bosques sagrados.
Na Gália e no resto do Ocidente romano, o culto de Epona (deusa celta dos cavalos) era muito difundido.

## Idade Média
A lenda galesa de Rhiannon e a irlandesa de Macha, ainda que fixadas por escrito em época cristã, indicam cultos equinos. Rhiannon é descrito como de cor branca e é associado a cavalos sagrados presentes em culturas germânicas e a outras similares. Assim, pode-se entender o culto ao cavalo como um fenômeno generalizado entre os povos indo-europeus.
O templo fortificado do Cabo Arkona (na ilha de Rügen, atual Alemanha) foi o centro religioso da tribo eslava ocidental denominada rani. Esse centro era dedicado a Svantevit, e alojava um importante oráculo equino, que decidia a paz ou a guerra. Oráculos similares existiam dentre os lutici (região de Rethra e Estetino).
Entre os anglo-saxões, existem registros de enterro equino (Sutton Hoo) e as figuras míticas de Hengist e Horsa estão associadas aos cavalos. A iconografía do cavalo era uma das mais utilizadas (Sachsenross, Saxon Steed, "cavalo sajón"), e posteriormente converteu-se num motivo heráldico amplamente utilizado.